# Bryobates aeratus
Bryobates aeratus es un coleóptero de la familia Chrysomelidae.
Fue descrita científicamente por primera vez en 1914 por Broun.